# Quadrangle de Kuiper
Pour les articles homonymes, voir Kuiper.
Le quadrangle de Kuiper est une région de la planète Mercure marquée par de nombreux cratères météoritiques, parmi lesquels le récent cratère de Kuiper  (11° S., 31.5° ), qui présente le plus fort albedo enregistré sur la planète.

## Photos de Mariner 10

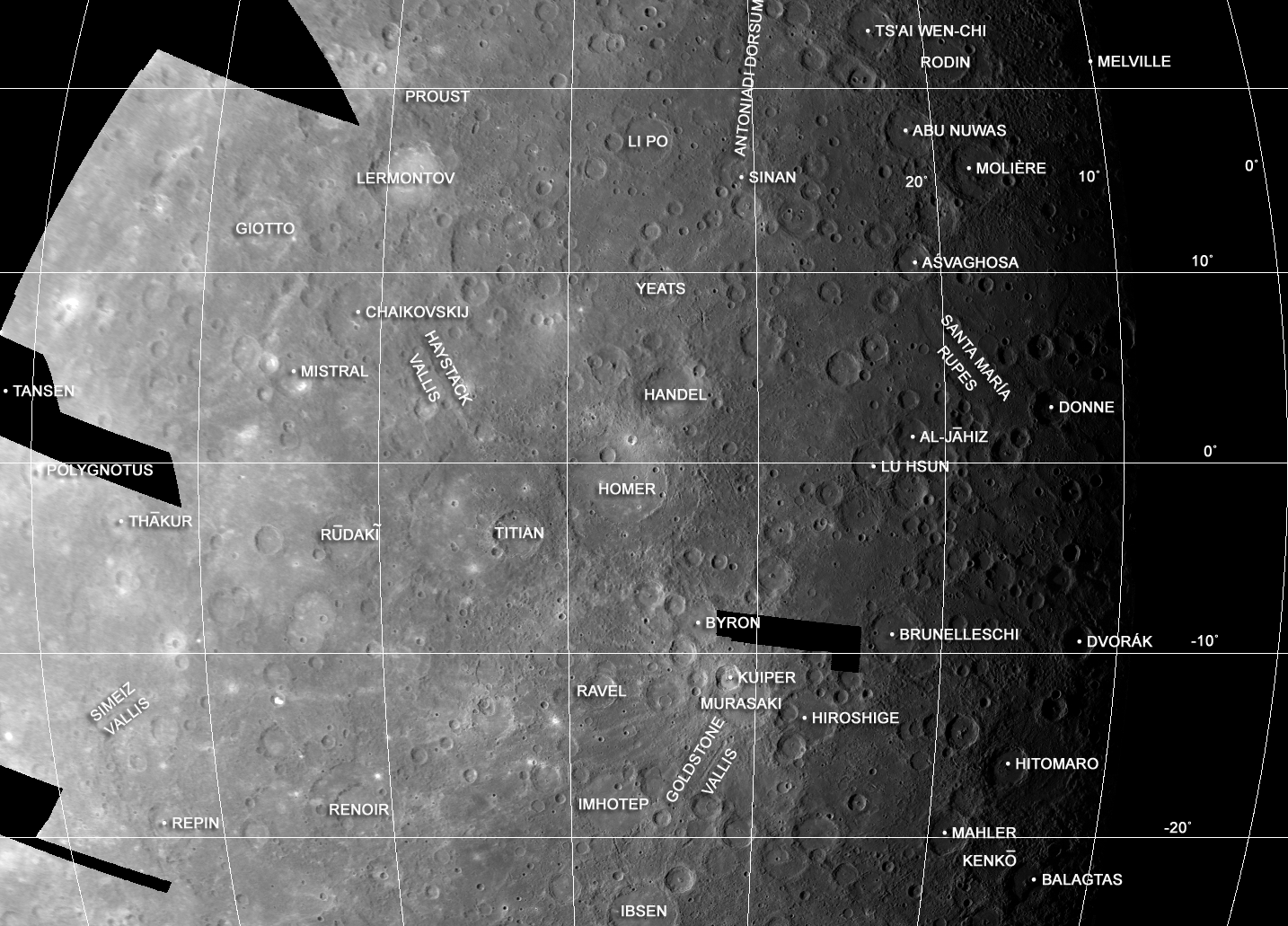
Photomosaïque de Mariner 10

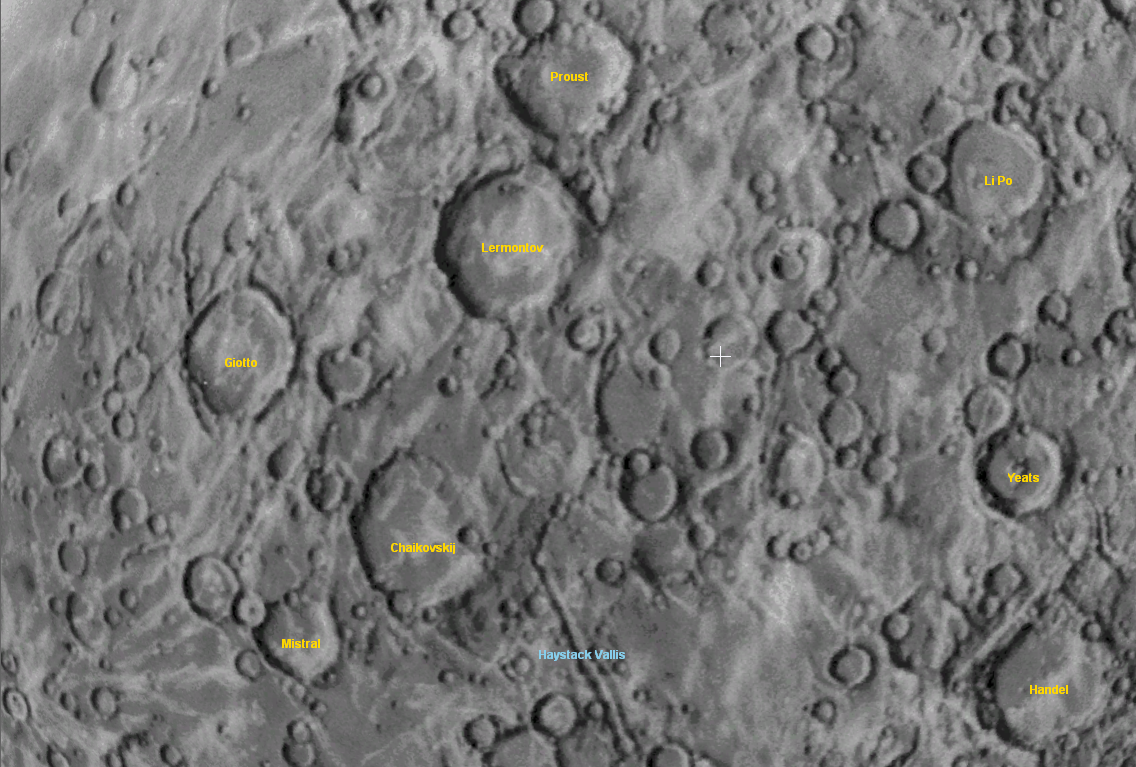
Partie nord-ouest du quadrangle de Kuiper